# Sini Kurgan
Sini Kurgan (en rus: Синий Курган) és un poble (un possiólok) de l'óblast de Rostov, a Rússia, segons el cens rus del 2010 tenia 126 habitants. Pertany al districte de Tsimliansk.